# Capitólio Estadual do Havaí
O Capitólio do Estado do Havaí (em inglês:  Hawaii State Capitol) é o palácio-sede do governo do estado do Havaí, nos Estados Unidos. De seus salões, os poderes Executivo e Legislativo são exercidos. No Poder Legislativo, tanto o Senado estadual, composto por 25 membros, tanto a Assembleia legislativa, composta por 51 membros, estão sediadas no Capitólio estadual.
Localizada na região central de Honolulu, o Capitólio do estado do Havaí foi construído durante o governo de John A. Burns, segundo governador do Havaí. O Capitólio foi aberto em 15 de março de 1969, substituindo a antiga sede do governo estadual, o Palácio 'Iolani. 

## Monumentos

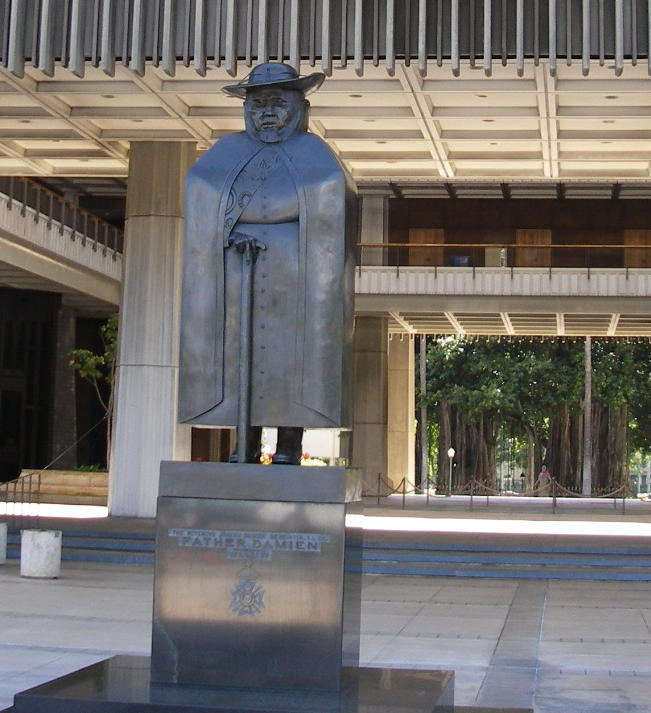
A estátua de Father Damien.

Burns determinou a restauração do palácio real construído pelo rei David Kalakaua e pela rainha Kapiolani: como parte desse esforço, a estátua da rainha Liliuokalani, no Capitol Mall entre o Capitólio e o Palácio 'Iolani foi dedicada em 10 de abril de 1982.
Vários outros monumentos estão nos jardins do capitólio havaiano. A entrada da Beretania Street apresenta o Sino da Liberdade, um presente do  Presidente dos Estados Unidos e do Congresso dos Estados Unidos ao então Território do Havaí em 1950 como símbolo da liberdade e da democracia. O mais proeminente monumento no terreno do capitólio é a estátua de Father Damien: um tributo ao padre católico que faleceu em 1869 após 16 anos de trabalho atendendo aos pacientes com lepra. Father Damien foi beatificado por João Paulo II em 1995 e canonizado em 2009 por Bento XVI, tornando-se um dos primeiros santos católicos do Havaí.

## Arquitetura
O Capitólio do Estado do Havaí é uma adaptação americana do estilo arquitetônico da Bauhaus, chamado "arquitetura internacional havaiana". Resultado de uma parceria entre as empresas Belt, Lemon and Lo e John Carl Warnecke and Associates. Diferentemente de outros capitólios estaduais, inspirados no modelo do Capitólio dos Estados Unidos, o Capitólio do Estado do Havaí apresenta características arquitetônicas distintas, que simbolizam numerosos aspectos naturais do Havaí. São eles:
- O edifício está circundado por um espelho d'água, simbolizando o Oceano Pacífico;
- As duas câmaras legislativas têm formato cônico, representando os vulcões que formaram o arquipélago do Havaí.
- As colunas em volta do perímetro do edifício têm formato semelhante ao dos coqueiros. Também pode-se notar que há oito delas em cada um dos lados do capitólio, pois oito são as ilhas principais do Havaí;
- O Capitólio tem um design aberto, permitindo luminosidade, ventilação e chuva: a rotunda central abre-se para o céu.

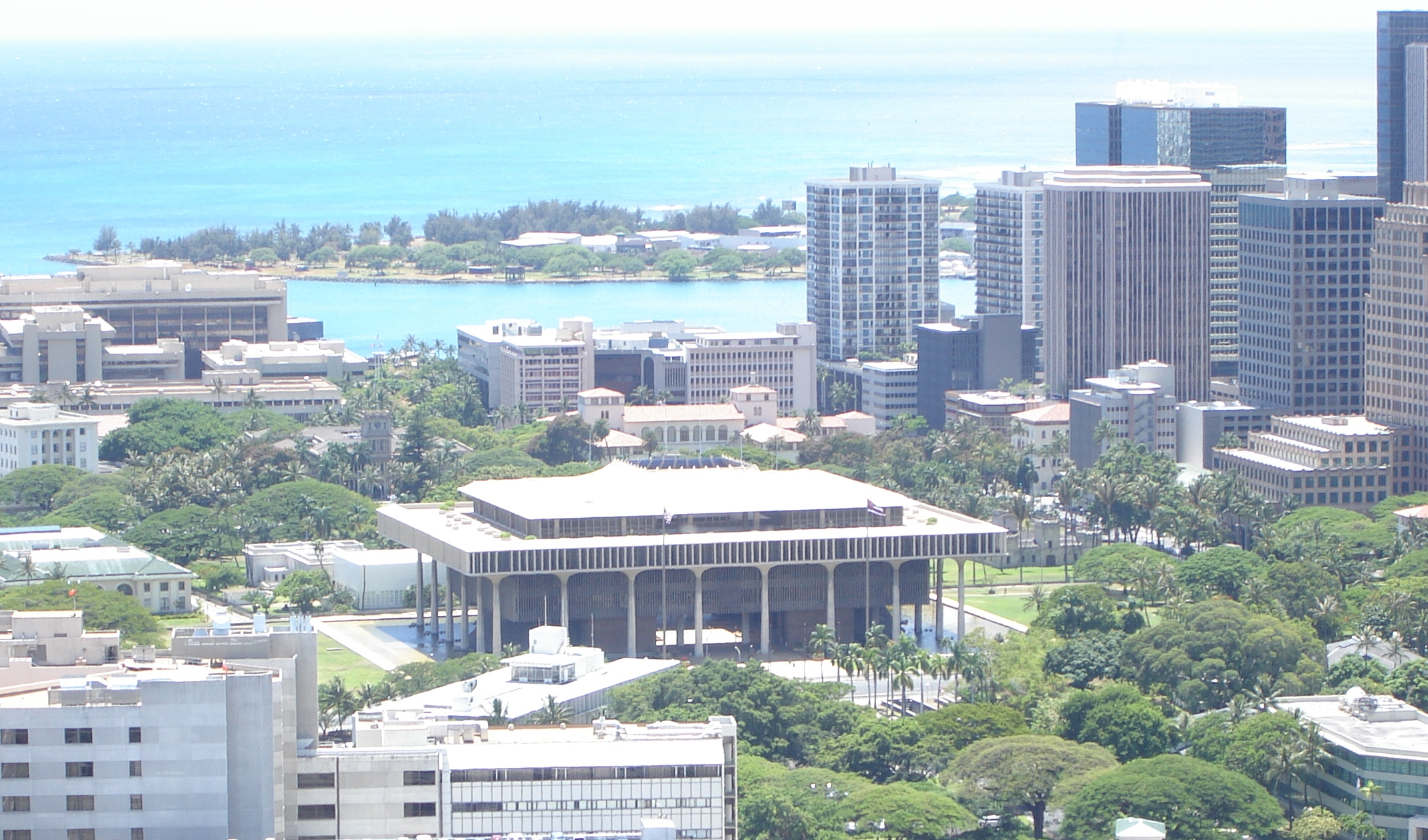
O Capitólio do estado do Havaí visto da Cratera Punchbowl.